# Военный контингент Черногории в Афганистане
Военный контингент Черногории в Афганистане — подразделение вооружённых сил Черногории, созданное в 2010 году. В 2010 - 2014 гг. действовало в составе сил ISAF.

## История
28 июля 2009 года правительство Черногории утвердило решение о отправке в январе 2010 года в Афганистан 40 военнослужащих.
Первые военнослужащие Черногории были отправлены в Афганистан в марте 2010 года, в августе 2010 года в страну прибыла вторая группа из 31 военнослужащего (три офицера, 25 солдат и три военных медика). После этого в составе венгерского военного контингента находился пехотный взвод со стрелковым оружием, обеспечивавший охрану одной из военных баз НАТО. Ротация личного состава производилась каждые шесть месяцев. Максимальная численность контингента составляла 42 военнослужащих.
Кроме того, в 2011 году в Афганистан были отправлены два полицейских - они были включены в группу из 22 инструкторов (16 военнослужащих Хорватии, четыре офицера МВД Хорватии и два полицейских Черногории), которая была подчинена хорватскому контингенту ISAF и занималась обучением афганской национальной полиции на военной базе "Mike Spann" в городе Мазари-Шариф.
По состоянию на 1 августа 2013 года, численность контингента составляла 27 военнослужащих.
28 декабря 2014 года командование НАТО объявило о том, что операция "Несокрушимая свобода" в Афганистане завершена. Тем не менее, боевые действия в стране продолжались и иностранные войска остались в стране - в соответствии с начатой 1 января 2015 года операцией «Решительная поддержка», хотя общая численность войск была уменьшена.
5 июня 2017 года Черногория вошла в состав военно-политического блока НАТО. В августе 2017 года правительство США рекомендовало странам НАТО увеличить численность войск в Афганистане, и в феврале 2018 года правительство Черногории приняло решение увеличить количество войск (в это время в стране находилось 18 военнослужащих). 
В июне 2018 года численность военного контингента составляла 20 военнослужащих, в дальнейшем она была увеличена - до 27 военнослужащих в 2019 - 2020 годы.
В феврале 2021 года численность военного контингента составляла 32 военнослужащих.
14 апреля 2021 года президент США Джо Байден объявил о планах начала вывода американских войск из Афганистана в мае 2021 с завершением этого процесса к 11 сентября 2021 года. В этот же день решение о выводе войск «в течение нескольких следующих месяцев» приняли страны НАТО. В дальнейшем обстановка в стране осложнилась, под контролем движения "Талибан" оказались новые районы и военнослужащие Черногории были эвакуированы из Афганистана.

## Результаты

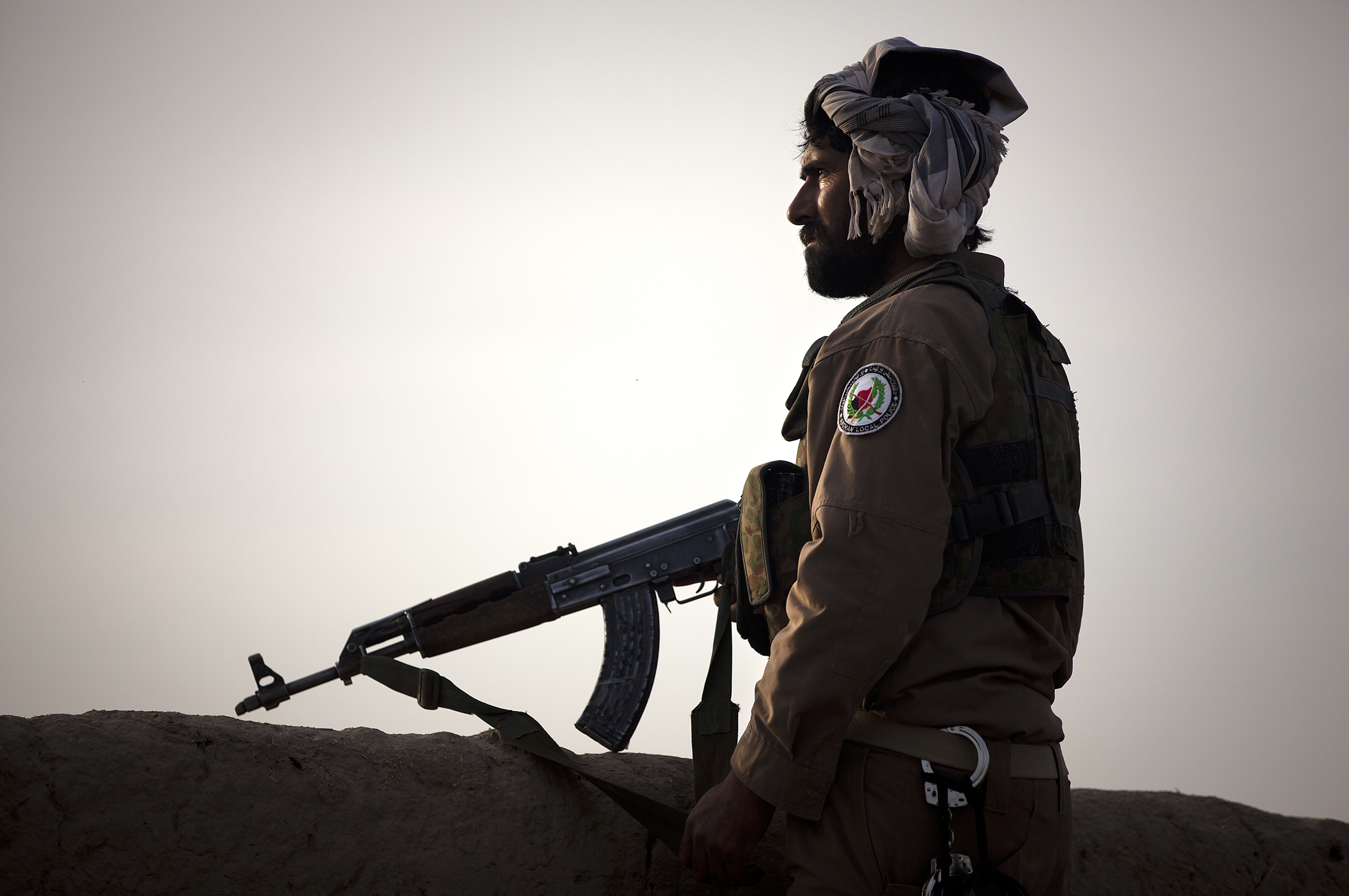
афганский полицейский с автоматом Zastava M70 в провинции Гильменд (7 мая 2012)

Потери черногорского контингента в Афганистане за время операции составили не менее одного военнослужащего умершим.
В перечисленные выше потери не включены сведения о финансовых расходах на участие в войне. Помимо прямых военных расходов, Черногория предоставляла военную помощь Афганистану.
- по официальным данным отчёта правительства Черногории в ООН, в 2007 году в виде военной помощи Афганистану было бесплатно передано 1500 шт. автоматов Zastava M70 и 100 шт. ручных пулемётов Zastava M72[13].
- В 2014 году было принято решение о выделении финансовой помощи правительственным силам Афганистана в размере 1,2 млн. долларов США, однако в связи с дефицитом денежных средств в государственном бюджете страны первые 400 тыс. долларов для вооружённых сил Афганистана были выделены в 2015 году, следующие 400 тыс. долларов - летом 2016 года (оба денежных перевода были перечислены через трастовый фонд НАТО)[1]